# Национално сдружение на българските спедитори
Националното сдружение на българските спедитори, или НСБС, е браншова организация, която представлява интересите на българския спедиторски бранш на национално и международно ниво. Сдружението включва над 120 членове, спедиторски и логистични фирми. Към сдружението функционира учебен център, специализиран в обучения в областта на спедицията по видове транспорт, логистиката и митническото представителство 

## История
Сдружението е основано през 1992 г. в София. От 1994 г. НСБС представлява България в Международната федерация на спедиторските сдружения (FIATA) и участва в управителните ѝ органи, от 2003 г. е член на CLECAT (Европейската асоциация за спедиторски, транспортни, логистични и митнически услуги). Към 2020 г. членовете на сдружението превозват над 13,5 млн. тона товари с автомобилен, железопътен, воден и въздушен транспорт.

## Цели
НСБС работи в няколко основни направленияː
- Защита на браншовите и работодателските интереси.
- Разширяване на кръга от услуги за улесняване дейността на членовете.
- Повишаване на професионалната квалификация и популяризиране на спедиторската професия.
- Активно международно сътрудничество с европейски транспортни структури.